# Татарани (Данешти)
Татарани (рум. Tătărăni) насеље је у Румунији у округу Васлуј у општини Данешти. Oпштина се налази на надморској висини од 238 m.

## Становништво
Према подацима из 2011. године у насељу је живело 301 становника.